# اندیس باریتین ملک‌آباد
باریتین ملک آباد یک اندیس غیرفلزی است که در حوالی شهر تفرش استان قم قرار دارد و مادهٔ معدنی موجود در آن، باریت است.سنگ میزبان این اندیس توفهای ماسه‌ای است و دیرینگی آن به دوران ائوبالائی می‌رسد.